# Лански, Иржи
Иржи Лански (чеш. Jiří Lanský; 17 сентября 1933, Прага, Чехословакия — 14 февраля 2017, Лазне Тоушень, Среднечешский край, Чехия) — чехословацкий легкоатлет, двукратный серебряный призёр чемпионатов Европы: в Берне (1954) и в Стокгольме (1958).

## Спортивная карьера
Начинал свой путь в спорте как гимнаст, волейболист и хоккеист. Занятия легкой атлетикой начал в спортивном обществе «Спарта» Прага (1949—1953) под руководством известного специалиста Отакара Джандеры, затем представлял «Красную звезду» и «Богемианс», где и завершил свою карьеру в 1965 г.
В 1951 г. выиграл соревнования по прыжкам в высоту в рамках Всемирного фестиваля молодежи и студентов.
Двукратный серебряный призер европейских первенств по легкой атлетике: в Берне (1954) и в Стокгольме (1958) (с личным рекордом 2,10 м).
В 1959 г. выиграл серебро на Всемирном фестивале молодежи и студентов, а в 1960 г. стал седьмым на Олимпийских играх в Риме.
Шестикратный чемпион Чехословакии в прыжках в высоту (1954, 1958–1960, 1963, 1964), установил семь национальных рекордов. Был первым чехословацким прыгуном, который улучшил результаты на 2,00 метра (1 мая 1953 г.) и 2,10 метра. Трижды входил в мировую десятку лучших прыгунов высоту, а в 1958 г. занял 3-е место. 
Снялся в эпизоде фильма «Лимонадный Джо».